# Tarucus ungemachi
Tarucus ungemachi är en fjärilsart som beskrevs av Henry Stempffer 1944. Tarucus ungemachi ingår i släktet Tarucus och familjen juvelvingar. Inga underarter finns listade i Catalogue of Life.